# John Loaring
John "Johnny" Wilfred Loaring, född 3 augusti 1915 i Winnipeg, Manitoba, död 21 november 1969 i Windsor, Ontario, var en kanadensisk friidrottare.
Loaring blev olympisk silvermedaljör på 400 meter häck vid sommarspelen 1936 i Berlin.